# Mr.オクレ
Mr.オクレ（ミスターオクレ、1953年〈昭和28年〉4月30日 - ）は、日本のお笑いタレント、喜劇俳優。吉本新喜劇の座員。
本名は岡田 信行（おかだ のぶゆき）。吉本興業所属。かつてはベーシストとして活動していた。
兵庫県明石市出身。兵庫県立明石南高等学校卒業。

## 来歴・人物
父親は明石市内で中学校の教師をしていた。メガネを外した顔が小野田寛郎に似ているため、明石家さんまに「おかえりなさい、小野田さん」とボケられることがあり、本人もまれにネタにしている。
ボーイズ（音楽ショウ）「クエッション・ボーイズ（ザ・クエッション）」のボーヤから芸能活動をスタートした。1972年に残党でザ・パンチャーズが結成され、1973年1月より「ナンバ 四郎」名義でベーシストとして正規メンバーとなった。ザ・パンチャーズ当時のプロフィールでは、生年月日が1949年6月20日となっていた。
その後はピン芸人として活動したが、「オレたちひょうきん族」（フジテレビ）のコーナー「ラブ・ユー・貧乏」で「何人トリオ」（前田政二、村上ショージ、Mr.オクレの3人）として出演し、全国区でブレイクした。
番組終了後は再びピン芸人としてテレビや地方での営業などの活動を続けたが、2004年に吉本新喜劇に正式に入団した。
島田一の介とは40年来の親友である。帯谷孝史とは月一で食事をする関係。

## 芸風

### ベーシストとして
「オクレ」という名前は、物乞いの「おくれ」ではなく、「トロい（遅れる）」から来ている。ザ・パンチャーズ時代、他のメンバーからワンテンポ遅れてズッこけ「遅い遅い！」と突っ込まれるのが唯一の芸であった。島田紳助率いる「紳助バンド（SHINSUKE-BAND）」のメンバーでもあった。かつてレギュラーだった「MBSヤングタウン」では、オクレがベースを弾き、リスナーが曲を当てるというコーナーがあった。

### 新喜劇での役柄・ギャグ
役名は通常、本名の岡田信行として出ている(新喜劇のクレジット上ではMr.オクレ)。主に警察官（交番の巡査から捜査一課長・管理官・警部といった比較的偉い役やSPまで）、警備員、VIPのボディーガード、ヤクザの組長、飛行機の操縦士、などキャラクターと正反対の役で出演（初期はキャラクターそのままに背後霊、実は貧乏神の役であった）。その虚弱そうな容貌から、「死神」「貧乏神」「干物」「洗濯物が飛んできた」などといじられる。ストーリーラインに絡む役を演じることもある。新喜劇での演技面の特徴としては声が通らない、無気力、無表情な演技であるが、それでいて笑いの取れる唯一無二のキャラクターである。見た目に反して運動神経が良く、劇中吉田ヒロが蹴飛ばした椅子をジャンプで避けたことがある。
- 入場時にひ弱な声で「こんにちは～」（共演者はコケる）
- 共演者（特にすっちー）に「生きてるの?」と訊かれると、自分の脈を確認して、笑いながら「ああ、生きてるわ」と言う。
- （大事な話の後で）「え?」（聞いていなかったフリ）
- （警察官役の時に）「怪しい人物を見かけたらすぐ・・・お前らで何とかせえ」（退場時に）「ほんならわし、ここにおっても、おもろいことよういわんから帰るわ」
- 「私にドン!と任せなさい」と胸を叩いて、ゲホゲホと咳き込む。
- 退場時に「アホ～」
- （容姿でいじられた後）「コラーッ! ナメとったら、足腰立たんようにしてまうぞー!」と言いながら、その場に崩れ落ちる。
- 少し面白いことを言って、客席から笑い声が聞こえると、笑いながら「おお、ウケたウケた」と言う。
- ギャグの三段オチのように使われる。他の役者が2人続けて同じセリフやギャグを言い、3人目に震えた声でそれを繰り返す(『〇〇さん、以下同文』と言う為に前に出るので『引っ込んどけや!』とツッコまれる)。
- 夏以外の時期に演じる警察官役の時は上着の上から帯革（装備品を付けるベルト）を巻く（1994年に警察官の制服が変更される以前の着装方法。この際に威圧感を軽減させることを目的に帯革を着けてから上着を着て下に隠す形式となった）。
- 大事なセリフを笑いながら喋る(川畑泰史やすっちーから『めちゃめちゃわろてますやん!』『何がおもろいねん!』とツッコまれる)。
- 共演者から容姿をいじられた後「はっはっはっは」と笑う。
- 若い女性の不倫相手として度々登場する。その際は「なんでこんな爺さんと不倫するんや!」や「こんなん結婚式あげてもすぐ葬式やわ!」とツッコまれる流れがお決まりとなっている。

## 出演

### レギュラー
- 爆笑!ふれあいコメディ こちらかきくけ公園前（朝日放送、名古屋テレビ放送ほか） - ナビゲーター役
- 紳竜・さんまのスクープ一直線
- 吉本新喜劇（テレビ番組名はよしもと新喜劇）
- オレたちひょうきん族（1985年-1989年、フジテレビ系）

### テレビドラマ
- キスより簡単（1987年、フジテレビ） - 鈴也に間違えられた男性 役
- 男と女のミステリー『心はロンリー気持ちは「…」VII』（1988年、フジテレビ）
- NHK大河ドラマ『太平記』（1991年、NHK） - 小男 役
- 土曜グランド劇場『三姉妹探偵団』（1998年1月 - 3月、日本テレビ） - 桃源郷・店主 役
- 強行犯捜査第七係（2002年、NHK） - 上田哲司 役
- 連続テレビ小説（NHK）
  - 『純ちゃんの応援歌』（1988年 - 1989年） - 大工さん 役
  - 『やんちゃくれ』（1998年 - 1999年） - 奥田寛一 役
  - 『あすか』（1999年 - 2000年） - 桑田 役
  - 『てるてる家族』（2003年 - 2004年） - 復員兵 役
  - 『だんだん』（2008年 - 2009年） - ライブハウス「ワイルドダック」マスター 役
  - 『おちょやん』（2020年 - 2021年） - ヨシヲ 役
- はぐれ刑事純情派 第16シリーズ「安浦刑事が殴った女」（2003年、テレビ朝日系・東映） - 矢沢恵一
- ぼくの魔法使い 第2話「変身解決! 極道編」（2003年、日本テレビ系）
- ホームレス中学生2（2009年、フジテレビ系）[5]

### Webドラマ
- ダメ田十勇士（2015年） - 小介 役

### 映画
- 裸足のピクニック（1993年） - 父親 役
- ごんたくれ（1995年）
- ありがとう（2006年）
- トリック劇場版2（2006年6月10日、東宝） - 選挙ポスター写真（山田里見らとともに北平山市市長選に出馬。名前と写真のみ）
- 舞妓Haaaan!!!（2007年） - 主人公の勤める会社の社員 役
- 自虐の詩（2007年） - 喫茶店主 役

### テレビ
- 『タモリのSuperボキャブラ天国』（ネタVTR出演。たらいに乗せられたり、子供に暴行されたりした）
- サタうま!（関西テレビ） - 茂ちゃん軍団としてVTR出演。
- 探偵!ナイトスクープ - 依頼のVTR放映の際に、チョイ役（『リング』の貞子役・幽霊役・ヘタレの空手家役）出演することがある。

### Vシネマ
- 「難波金融伝・ミナミの帝王」Vol.53 「破産の葬列」(2005年)

### ミュージック・ビデオ
- 恋人じゃない（PALMS）

### CM
- 明星食品 ソース焼そば（1988年）
- リクルート ビーイング（1989年）
- ハドソン 爆ボンバーマン2（1999年）
- 池田模範堂 ムヒ（村上ショージと共演）
- 大日本除虫菊
- ユーキャン[6]

### イメージモデル
- WISM[7][8]

## ディスコグラフィ

### シングル
- イタイのそこが（1990年2月25日・ポリスター／Pax Musica）

1. イタイのそこが - 奥田瑛二の同名楽曲のカバー
2. 男と女 - 同名映画主題歌のカバー

芸名のアルファベット表記「M. Hokurét」は本作でのみ使用されている。また、ジャケット写真には木田彩水が後ろ姿で登場している。

## 演じた俳優
- 六角慎司：Jimmy〜アホみたいなホンマの話〜（2018年、Netflix）